# Kraj Smetany a Martinů
Kraj Smetany a Martinů je dobrovolný svazek obcí v okresu Svitavy, jeho sídlem je Polička a jeho cílem je systematická podpora rozvoje turistiky a vytváření podmínek pro její všestranný rozvoj, společná cílená propagace a reklama v oblasti cestovního ruchu, poskytování informací s vazbou na turistický ruch veřejnosti a návštěvníkům mikroregionu, příprava realizace společných propagačních projektů, podpora rozvoje rekreačních, kulturních, sportovních a konferenčních aktivit s vazbou na turistiku a vzájemná spolupráce v těchto oblastech, vzájemná spolupráce při získávání finančních zdrojů pro aktivity sdružení, spolupráce s českými a zahraničními institucemi s posláním obdobným s cíli sdružení. Sdružuje celkem 14 obcí a byl založen v roce 1998.

## Obce sdružené v mikroregionu
- Borová
- Bystré
- Dolní Újezd
- Jedlová
- Květná
- Litomyšl
- Lubná
- Oldřiš
- Polička
- Pomezí
- Sebranice
- Svojanov
- Široký Důl
- Telecí